# Sennin coddingtoni
Espèce
Synonymes
- Wendilgarda coddingtoni Zhu, Zhang & Chen, 2001

Sennin coddingtoni est une espèce d'araignées aranéomorphes de la famille des Theridiosomatidae.

## Distribution
Cette espèce est endémique de Chine. Elle se rencontre au Guizhou et au Guangxi.

## Description
La femelle holotype mesure 2,70 mm et le mâle paratype 1,71 mm.
Le mâle décrit par Chen en 2010 mesure 1,73 mm et la femelle 2,03 mm.

## Systématique et taxinomie
Cette espèce a été décrite sous le protonyme Wendilgarda coddingtoni par Zhu, Zhang et Chen en 2001. Elle est placée dans le genre Karstia par Chen en 2010 puis dans le genre Sennin par Suzuki, Hiramatsu et Tatsuta en 2022.

## Étymologie
Cette espèce est nommée en l'honneur de Jonathan A. Coddington.

## Publication originale
- Zhu, Zhang & Chen, 2001 : « A new species of the genus Wendilgarda from China (Araneae: Theridiosomatidae). » Acta Zoologica Taiwanica, vol. 12, no 1, p. 1-7.